# Eleccions a l'Assemblea de Madrid de 2015
Les eleccions a l'Assemblea de Madrid de 2015 es van celebrar a la Comunitat de Madrid el diumenge, 24 de maig, d'acord amb el Decret de convocatòria realitzat el 30 de març de 2015 i publicat al Butlletí Oficial de la Comunitat de Madrid el dia 31 de març. Es van elegir 129 diputats per a la desena legislatura de l'Assemblea de Madrid.

## Resultats
Quatre candidatures van obtenir representació: el Partit Popular va obtenir 1.050.256 vots (48 diputats), el Partit Socialista Obrer Espanyol 807.385 vots (37 diputats), Podem 591.697 vots (27 diputats) i Ciutadans-Partit de la Ciutadania 385.836 vots (17 diputats). Els resultats complets es detallen a continuació:
| Candidatura                                        | Candidatura                                        | Vots      | %                     | Diputats              |
| -------------------------------------------------- | -------------------------------------------------- | --------- | --------------------- | --------------------- |
|                                                    | Partit Popular                                     | 1.050.256 | 33,08                 | 48                    |
|                                                    | Partit Socialista Obrer Espanyol                   | 807.385   | 25,43                 | 37                    |
|                                                    | Podem                                              | 591.697   | 18,64                 | 27                    |
|                                                    | Ciutadans-Partit de la Ciutadania                  | 385.836   | 12,15                 | 17                    |
| Esquerra Unida de la Comunitat de Madrid-Els Verts | Esquerra Unida de la Comunitat de Madrid-Els Verts | 132.207   | 4,16                  | 0                     |
| Unió Progrés i Democràcia                          | Unió Progrés i Democràcia                          | 64.643    | 2,04                  | 0                     |
| Vox                                                | Vox                                                | 37.491    | 1,18                  | 0                     |
| Partit Animalista Contra el Maltractament Animal   | Partit Animalista Contra el Maltractament Animal   | 32.228    | 1,02                  | 0                     |
| España 2000                                        | España 2000                                        | 6.037     | 0,19                  | 0                     |
| Falange Espanyola de las JONS                      | Falange Espanyola de las JONS                      | 5.550     | 0,17                  | 0                     |
| Unió per Leganés                                   | Unió per Leganés                                   | 5.442     | 0,17                  | 0                     |
| Agrupació d'Electors Retallades Zero               | Agrupació d'Electors Retallades Zero               | 4.138     | 0,13                  | 0                     |
| Partit Humanista                                   | Partit Humanista                                   | 3.460     | 0,11                  | 0                     |
| Partit Comunista dels Pobles d'Espanya             | Partit Comunista dels Pobles d'Espanya             | 3.196     | 0,10                  | 0                     |
| La Coalició Nacional                               | La Coalició Nacional                               | 2.747     | 0,09                  | 0                     |
| Alternativa Espanyola                              | Alternativa Espanyola                              | 2.552     | 0,08                  | 0                     |
| Partit Libertari                                   | Partit Libertari                                   | 1.860     | 0,06                  | 0                     |
| Partit Castellà-Terra Comunera                     | Partit Castellà-Terra Comunera                     | 1.755     | 0,06                  | 0                     |
| Solidaritat i Autogestió Internacionalista         | Solidaritat i Autogestió Internacionalista         | 1.378     | 0,04                  | 0                     |
| Vots en blanc                                      | Vots en blanc                                      | 34.856    | 1,10                  | n/a                   |
| Vots vàlids                                        | Vots vàlids                                        | 3.174.714 | 100,00                | 129                   |
| Vots nuls                                          | Vots nuls                                          | 31.217    | Participació: 65,69 % | Participació: 65,69 % |
| Votants                                            | Votants                                            | 3.205.931 | Participació: 65,69 % | Participació: 65,69 % |
| Electors                                           | Electors                                           | 4.880.495 | Participació: 65,69 % | Participació: 65,69 % |

## Diputats escollits
Relació de diputats proclamats electes:
| No. | Nom                                      | Llista | Llista  |
| --- | ---------------------------------------- | ------ | ------- |
| 1   | Cristina Cifuentes Cuencas               |        | PP      |
| 2   | Ángel Gabilondo Pujol                    |        | PSOE    |
| 3   | José Manuel López Rodrigo                |        | Podemos |
| 4   | Ángel Garrido García                     |        | PP      |
| 5   | Carmen Martínez Ten                      |        | PSOE    |
| 6   | Ignacio Jesús Aguado Crespo              |        | C's     |
| 7   | Jaime González Taboada                   |        | PP      |
| 8   | Lorena Ruiz-Huerta García de Viedma      |        | Podemos |
| 9   | Pedro González Zerolo                    |        | PSOE    |
| 10  | María Paloma Adrados Gautier             |        | PP      |
| 11  | Carlos Izquierdo Torres                  |        | PP      |
| 12  | Mercedes Gallizo Llamas                  |        | PSOE    |
| 13  | Ramón Espinar Merino                     |        | Podemos |
| 14  | César Zafra Hernández                    |        | C's     |
| 15  | María Gádor Ongil Cores                  |        | PP      |
| 16  | José Manuel Freire Campo                 |        | PSOE    |
| 17  | Álvaro César Ballarín Valcárcel          |        | PP      |
| 18  | Beatriz Gimeno Reinoso                   |        | Podemos |
| 19  | María Carmen López Ruiz                  |        | PSOE    |
| 20  | Ana Isabel Mariño Ortega                 |        | PP      |
| 21  | Eva María Borox Montoro                  |        | C's     |
| 22  | David Pérez García                       |        | PP      |
| 23  | Pablo Padilla Estrada                    |        | Podemos |
| 24  | José Manuel Franco Pardo                 |        | PSOE    |
| 25  | Juan Soler-Espiauba Gallo                |        | PP      |
| 26  | María Pilar Llop Cuenca                  |        | PSOE    |
| 27  | Cecilia Salazar-Alonso Revuelta          |        | Podemos |
| 28  | Tomás Marcos Arias                       |        | C's     |
| 29  | Bartolomé González Jiménez               |        | PP      |
| 30  | Juan José Moreno Navarro                 |        | PSOE    |
| 31  | Francisco de Borja Sarasola Jáudenes     |        | PP      |
| 32  | Jacinto Morano González                  |        | Podemos |
| 33  | Rosalía Gonzalo López                    |        | PP      |
| 34  | Mónica Silvana González González         |        | PSOE    |
| 35  | Marta Marbán de Frutos                   |        | C's     |
| 36  | José Ignacio Echeverría Echaniz          |        | PP      |
| 37  | Carmen San José Pérez                    |        | Podemos |
| 38  | José Carmelo Cepeda García de León       |        | PSOE    |
| 39  | Elena González-Moñux Vázquez             |        | PP      |
| 40  | Pilar Sánchez Acera                      |        | PSOE    |
| 41  | Emilio Delgado Orgaz                     |        | Podemos |
| 42  | Jesús Fermosel Díaz                      |        | PP      |
| 43  | Daniel Álvarez Cabo                      |        | C's     |
| 44  | Daniel Vicente Viondi                    |        | PSOE    |
| 45  | Enrique Matías Ossorio Crespo            |        | PP      |
| 46  | María Espinosa de la Llave               |        | Podemos |
| 47  | Juan Van-Halen Acedo                     |        | PP      |
| 48  | María Encarnación Moya Nieto             |        | PSOE    |
| 49  | María Eugenia Carballedo Berlanga        |        | PP      |
| 50  | Esther Ruiz Fernández                    |        | C's     |
| 51  | Modesto Nolla Estrada                    |        | PSOE    |
| 52  | Eduardo Gutiérrez Benito                 |        | Podemos |
| 53  | Eva Tormo Mairena                        |        | PP      |
| 54  | Josefa Navarro Lanchas                   |        | PSOE    |
| 55  | Juan Antonio Gómez-Angulo Rodríguez      |        | PP      |
| 56  | Jazmín Beirak Ulanosky                   |        | Podemos |
| 57  | Juan Trinidad Martos                     |        | C's     |
| 58  | Isabel Gema González González            |        | PP      |
| 59  | José Quintana Viar                       |        | PSOE    |
| 60  | Isabel Natividad Díaz Ayuso              |        | PP      |
| 61  | Raúl Camargo Fernández                   |        | Podemos |
| 62  | Ana García D'Atri                        |        | PSOE    |
| 63  | Luis Peral Guerra                        |        | PP      |
| 64  | Alberto Reyero Zubiri                    |        | C's     |
| 65  | Juan Segovia Noriega                     |        | PSOE    |
| 66  | Raquel Huerta Bravo                      |        | Podemos |
| 67  | José Enrique Núñez Guijarro              |        | PP      |
| 68  | Pedro Manuel Rollán Ojeda                |        | PP      |
| 69  | María Reyes Maroto Illera                |        | PSOE    |
| 70  | Alejandro Sánchez Pérez                  |        | Podemos |
| 71  | Ignacio García de Vinuesa Gardoqui       |        | PP      |
| 72  | María Teresa de la Iglesia Vicente       |        | C's     |
| 73  | Rafael Gómez Montoya                     |        | PSOE    |
| 74  | Manuel Francisco Quintanar Díez          |        | PP      |
| 75  | Isabel Serra Sánchez                     |        | Podemos |
| 76  | Carla Delgado Gómez                      |        | PSOE    |
| 77  | Ana Isabel Pérez Baos                    |        | PP      |
| 78  | Enrique Rico García Hierro               |        | PSOE    |
| 79  | Pedro Núñez Morgades García de Leaniz    |        | C's     |
| 80  | María Inés Berrio Fernández-Caballero    |        | PP      |
| 81  | Isidro López Hernández                   |        | Podemos |
| 82  | Álvaro Moraga Valiente                   |        | PP      |
| 83  | Mónica Carazo Gómez                      |        | PSOE    |
| 84  | Clara Serra Sánchez                      |        | Podemos |
| 85  | Diego Lozano Pérez                       |        | PP      |
| 86  | Enrique Veloso Lozano                    |        | C's     |
| 87  | Juan Lobato Gandarias                    |        | PSOE    |
| 88  | María Pilar Liébana Montijano            |        | PP      |
| 89  | Miguel Ardanuy Pizarro                   |        | Podemos |
| 90  | María Isaura Leal Fernández              |        | PSOE    |
| 91  | María Isabel Redondo Alcaide             |        | PP      |
| 92  | José María Arribas del Barrio            |        | PP      |
| 93  | Diego Cruz Torrijos                      |        | PSOE    |
| 94  | María Dolores González Pastor            |        | C's     |
| 95  | Olga Abasolo Pozas                       |        | Podemos |
| 96  | Alfonso Carlos Serrano Sánchez-Capuchino |        | PP      |
| 97  | María Isabel Andaluz Andaluz             |        | PSOE    |
| 98  | Ana Camins Martínez                      |        | PP      |
| 99  | Hugo Martínez Abarca                     |        | Podemos |
| 100 | Pedro Pablo García Rojo Garrido          |        | PSOE    |
| 101 | Luis del Olmo Flórez                     |        | PP      |
| 102 | Francisco Lara Casanova                  |        | C's     |
| 103 | María Josefa Aguado del Olmo             |        | PP      |
| 104 | Josefa Pardo Ortiz                       |        | PSOE    |
| 105 | Elena Sevillano de las Heras             |        | Podemos |
| 106 | José Manuel Berzal Andrade               |        | PP      |
| 107 | Agustín Vinagre Alcázar                  |        | PSOE    |
| 108 | Miguel Ongil López                       |        | Podemos |
| 109 | Susana Solís Pérez                       |        | C's     |
| 110 | Miguel Angel Ruiz López                  |        | PP      |
| 111 | María Carmen Mena Romero                 |        | PSOE    |
| 112 | Daniel Ortiz Espejo                      |        | PP      |
| 113 | Laura Díaz Román                         |        | Podemos |
| 114 | José Ángel Gómez Chamorro Torres         |        | PSOE    |
| 115 | Jacobo Ramón Beltrán Pedreira            |        | PP      |
| 116 | Jesús Ricardo Megías Morales             |        | C's     |
| 117 | Sonsoles Trinidad Aboín Aboín            |        | PP      |
| 118 | Eva María Manguan Valderrama             |        | PSOE    |
| 119 | Marco Candela Pokorna                    |        | Podemos |
| 120 | María Cristina Álvarez Sánchez           |        | PP      |
| 121 | Nicolás Rodríguez García                 |        | PSOE    |
| 122 | Antonio Pablo González Terol             |        | PP      |
| 123 | Mónica García Gómez                      |        | Podemos |
| 124 | Juan Ramón Rubio Ruiz                    |        | C's     |
| 125 | María Lucía Inmaculada Casares Díaz      |        | PSOE    |
| 126 | José Tortosa de la Iglesia               |        | PP      |
| 127 | Eduardo Fernández Rubiño                 |        | Podemos |
| 128 | José Cabrera Orellana                    |        | PP      |
| 129 | Pedro Santín Fernández                   |        | PSOE    |